# Flagler System

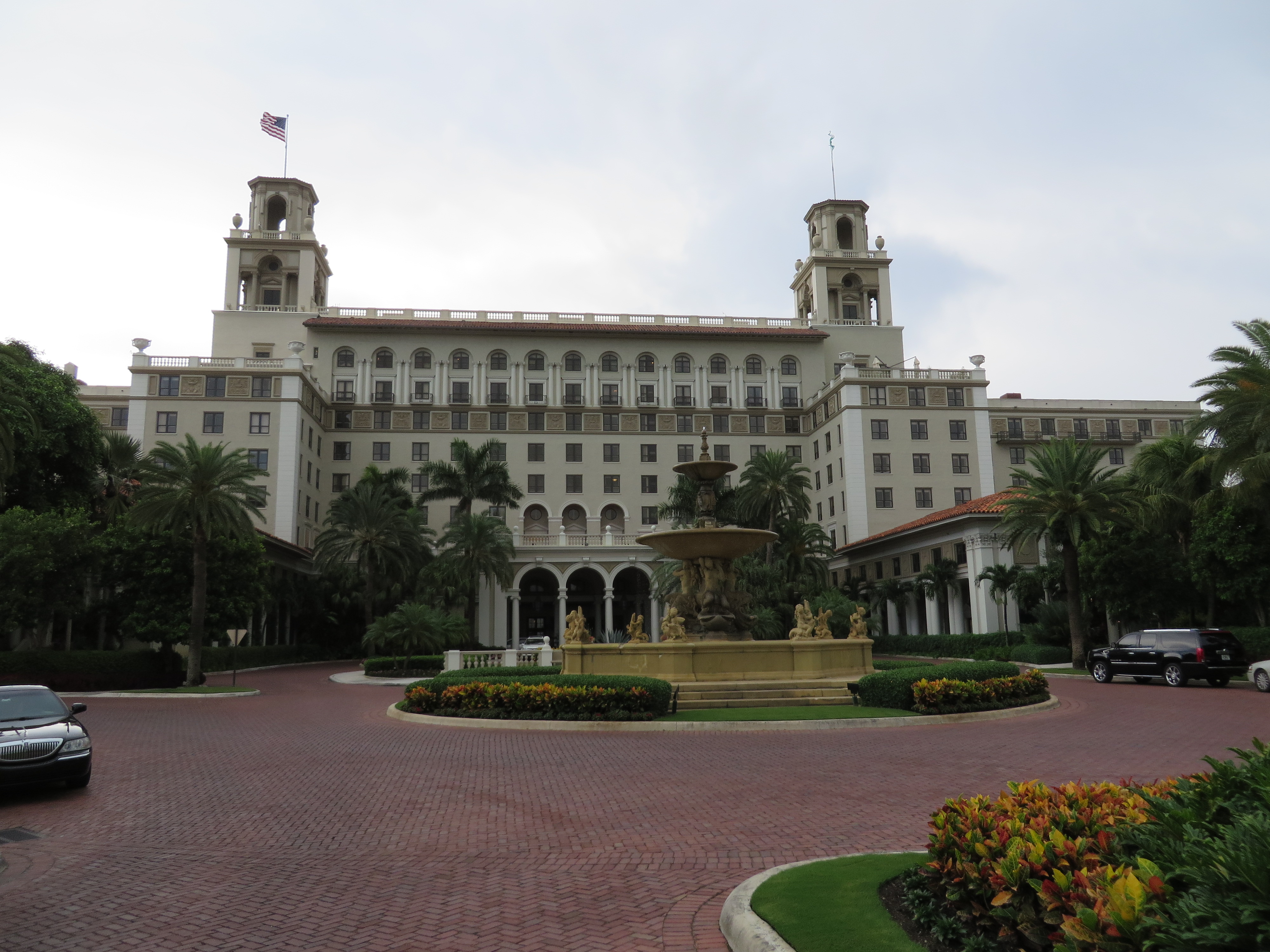
The Breakers

Die Flagler System Inc., bis 1966 Florida East Coast Hotel Company (FEC Hotel), ist ein amerikanisches Hotelunternehmen. Ursprünglich gehörte das Unternehmen Henry M. Flagler, der maßgeblich für die touristische Erschließung der Ostküste Floridas verantwortlich war. Das Fünf-Sterne-Hotel The Breakers ist das einzige heute noch vom Unternehmen betriebene Hotel. Das Unternehmen mit Sitz in Palm Beach ist im Besitz der Familie Kenan, den Erben Flaglers.

## Geschichte
Nach mehreren Ferienaufenthalten in St. Augustine erkannte der Ölmagnat Flagler das touristische Potential Floridas. Er errichtete deshalb 1888 das Hotel Ponce de Leon. Ab Anfang der 1890er Jahre begann Henry Flagler mit dem Bau einer Bahnstrecke (Florida East Coast Railway) entlang der Ostküste Floridas. Um die Wirtschaftlichkeit der Bahnstrecke zu fördern, wurden weitere Luxushotels an den Endpunkten der Bahnstrecke errichtet. 1894 eröffnete das Royal Poinciana Hotel auf Palm Beach, 1896 das Royal Palm Hotel in Miami und im gleichen Jahr das an der Atlantikküste gelegene Palm Beach Inn (später The Breakers). Damit wurden die Keimzellen für die Orte Palm Beach und Miami gelegt.
Um die Geschäfte der Hotels unabhängig von denen der Bahngesellschaft zu führen, wurden die Aktivitäten in der 1896 gegründeten Florida East Coast Hotel Company (FEC Hotel) gebündelt. Für die Immobilien- und Baulandentwicklung wurde die Model Land Company mit mehreren Tochtergesellschaften gegründet. Für den Schiffsverkehr, unter anderem nach Kuba wurde 1897 die Florida East Coast Steamship Company (ab 1900: Peninsular and Occidental Steamship Company) geschaffen. Nach dem Ende des Schiffsverkehrs nach Kuba 1959 wurde das Unternehmen 1967 eingestellt.
Mit dem Ende des Florida-Landbooms und dem Okeechobee-Hurrikan 1928 begann der zeitweilige wirtschaftliche Niedergang Floridas. Einige Hotels waren stark beschädigt bzw. auf Grund ihrer Holzbauweise am Ende ihrer Lebensdauer angelangt. Deshalb wurden Anfang der 1930er Jahre die Hotels Royal Palm Beach und Royal Poinciana abgerissen.
Bis kurz vor seinem Tod 1913 führte Flagler die Geschäfte. Danach leitete sein Schwager und Testamentsverwalter William R. Kenan, Jr. (Bruder von Flaglers letzter Ehefrau Mary Lily Kenan Flagler) das Flagler-Imperium.
Nach dem Zweiten Weltkrieg bestand das Hotelimperium nur noch aus den Hotels Ponce de Leon und dem Breakers. Nach dem 1961 die seit 1931 in Konkursverwaltung befindliche Bahngesellschaft Florida East Coast Railway in die Kontrolle der St. Joe Paper Company überging, konzentrierten sich die wirtschaftlichen Aktivitäten auf den Hotelbetrieb sowie die Vermarktung der vorhandenen Immobilien.
Anfang 1966 schlossen sich die verbleibenden Unternehmen aus dem Flagler-Imperium, die FEC Hotel Co. und die Model Land Co. (Ingraham Building in Miami) zur Flagler System Inc. zusammen. Damit wurde auch die namentliche Verbindung zur Bahngesellschaft gekappt. 1967 wurde das Ponce de Leon geschlossen.
1975 kam es zu familiären Zwistigkeiten zwischen Frank H. Kenan und Lawrence Lewis. In der Folge übernahm Frank H. Kenan Flagler System Inc. mit dem Breakers-Hotel, während von Lewis die Immobilien in St. Augustine (Ponce de Leon) übernommen wurden.
Anfang der 1980er Jahre wurde das Wohngebiet „Breakers West“ in West Palm Beach entwickelt und vermarktet. In diesem Wohngebiet befindet sich ein Golfplatz. Außerdem wurde im 1994 verkauften Tochterunternehmen Flager Computer Software Inc. Software für Hotels entwickelt.

## Unternehmensleitung

### Präsident
- 1897–1912: Henry M. Flagler
- 1912–1963: William R. Kenan Jr.
- 1963–1965: A. Robert MacMannis[5]

- 1965–1. Juli 1969 Lawrence Lewis Jr. (Großneffe von Flaglers Witwe)[6]
- 1969–August 1971: John S. Lanahan[7]
- 1971–20. April 1972: Frank H. Kenan
- 20. April 1972–1976: James L. Myers[8]
- 1978–1980: John F. Clifford[9][10]
- 1981–30. Januar 1988: Stayton Addison[11][12]
- 22. Oktober 1989–23. September 1994: Thomas Pierre Wicky (auch CEO)[13][14]
- seit 1994: Paul N. Leone (CEO ab 2016)

### Chairman of the Board
- 1963–1965: William R. Kenan, Jr.
- 1. Juli 1969–1975: Lawrence Lewis Jr.
- 1975–1986: Frank H. Kenan
- seit 1986: James G. Kenan III

## Hotels des Unternehmens
- Royal Palm Hotel Miami (1896–1930), abgerissen
- Ponce de Leon (1888–1967), heute Flagler College
- Royal Poinciana Hotel (1894–1930), abgerissen
- Palm Beach Inn "The Original Breaker" (1896–1903), abgebrannt
- The Breakers (seit 1904)
- Hotel Key West (1897–1901)
- Long Key Fishing Camp (1907–1935), abgerissen nach Hurrikan
- Casa Marina Key West (1920–1940), heute Waldorf Astoria
- Biscayne Hotel Miami (1896–1938), abgerissen
- Hotel Ormond, Ormond Beach (1888–1949), 1992 abgerissen
- Hotel Alcazar, St. Augustine (1889–1932)

Weiterhin wurden zeitweise Hotels und weitere Tourismuseinrichtungen in St. Augustine, Cocoa Beach, Gainesville und in Nassau (Flagler Inn auf Paradise Island) betrieben.